# Souffleur

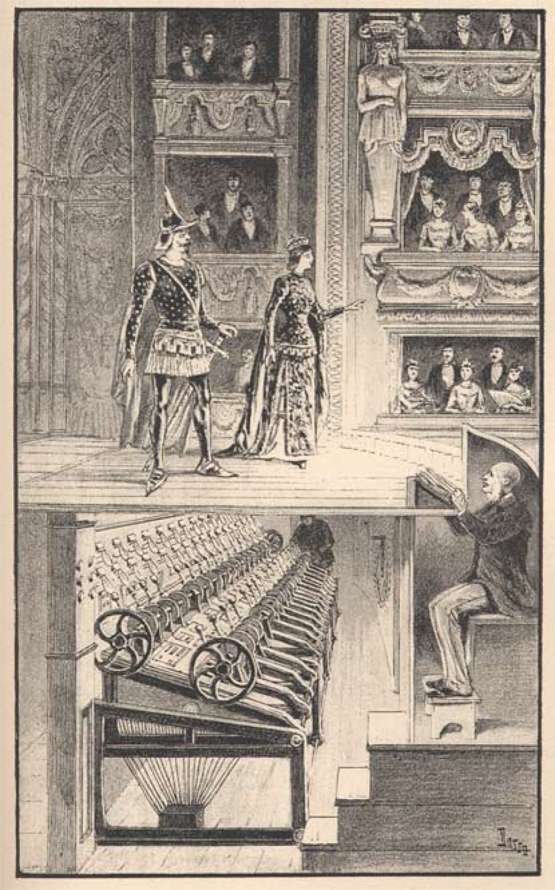
Souffleur

Een souffleur is de persoon die tijdens de repetities (en soms ook bij de eerste voorstellingen) van een toneelstuk de tekst leest en de acteurs, indien nodig, hun tekst helpt herinneren. Het woord souffleur komt uit het Frans en betekent fluisteraar.
Vroeger zat de souffleur in een hokje aan de voorzijde van het toneel, met zijn hoofd net boven de toneelvloer, aan het oog van het publiek onttrokken door een scherm in de vorm van een schelp. Later volgde de souffleur alle voorstellingen, niet meer vanuit een hokje, maar vanuit de zaal of de coulissen.
In het moderne theater wordt de souffleur soms ingezet als stijlmiddel, bijvoorbeeld in voorstellingen van theatergroepen als Maatschappij Discordia en 't Barre Land.